# یوکی کوهرا
یوکی کوهرا (انگلیسی: Yuki Kohara؛ زادهٔ ۲۱ مهٔ ۱۹۸۰) خواننده، و بازیگر اهل ژاپن است.